# Ptinella
Ptinella es un género de escarabajos de la tribu Ptinellini.

## Especies
- Ptinella aptera (Guérin-Ménéville, 1839)
- Ptinella atrata Johnson, 1975
- Ptinella bitumida Johnson, 1982
- Ptinella britannica A. Matthews, 1858
- Ptinella cara (Deane, 1932)
- Ptinella cavelli (Broun, 1893)
- Ptinella denticollis (Fairmaire, 1857)
- Ptinella errabunda Johnson, 1975
- Ptinella femoralis (Deane, 1930)
- Ptinella ferruginea Johnson, 1982
- Ptinella gigas (Deane, 1932)
- Ptinella johnsoni Rutanen, 1985
- Ptinella katyae Darby, 2019
- Ptinella lanigera (Deane, 1930)
- Ptinella limbata (Heer, 1841)
- Ptinella mekula Kubota, 1943
- Ptinella microscopica (Gillmeister, 1845)
- Ptinella mpanga Darby, 2019
- Ptinella octopunctata Johnson, 1975
- Ptinella okei (Deane, 1930)
- Ptinella populicola Vorst, 2012
- Ptinella propria Broun, 1893
- Ptinella pustulata Johnson, 1982
- Ptinella pygmaea Darby, 2019
- Ptinella simsoni (Matthews, 1878)
- Ptinella taylorae Johnson, 1977
- Ptinella tenella (Erichson, 1845)